# Ton (lingvistică)
     limbi fără tonuri (306)
     limbi cu sistem de tonuri simplu sau complex (220)

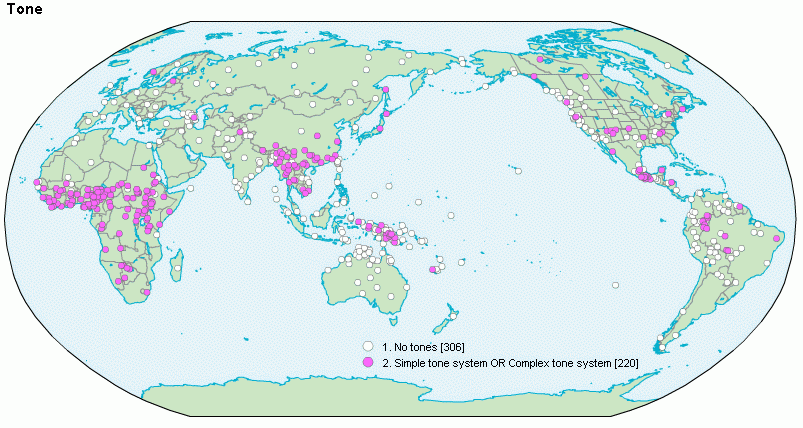
Distribuția limbilor după cum folosesc sau nu tonuri
limbi fără tonuri (306)
limbi cu sistem de tonuri simplu sau complex (220)

În lingvistică, termenul „ton” este folosit cu mai multe sensuri. În fonetica acustică denumește gradul de înălțime a unui sunet. În prozodie este folosit uneori în locul termenului „intonație”, în sensul de variație a înălțimii sunetului, care conferă o anumită linie melodică unei entități mai mari decât cuvântul (sintagmă, propoziție sau frază). Această folosire a termenului „ton” este socotită improprie de către cei care îl rezervă folosirii sale în fonologie, limitându-l la nivelul cuvântului și denumind astfel nivelul de înălțime a sunetului sau variația înălțimii sale într-o silabă a acestuia, fenomene care disting și în lipsa altor trăsături sensurile lexicale sau/și gramaticale ale cuvintelor. Se poate considera că intonația este dată de o succesiune de tonuri.
Prin analogie cu termenul „fonem”, tonul cu funcție de distingere a sensurilor este numit „tonem”. Ca și fonemele, tonemele contribuie la formarea unor grupări de două cuvinte (perechi minimale), sau de mai multe cuvinte (serii minimale), diferențiate numai de natura tonurilor. Ele disting fiecare silabă de oricare altă silabă formată din aceeași succesiune de foneme. Tonemele au funcție de diferențiere a sensurilor în unele limbi, dar nu cu aceeași importanță în toate acestea. Cele în care importanța lor este relativ mare sunt numite „limbi tonale”. Este cazul mai ales al limbilor în care cuvintele sunt preponderent monosilabice.

## Caracteristicile tonurilor
Tonurile se caracterizează în primul rând prin gradul de înălțime. În unele limbi se disting trei niveluri (grav, mediu și înalt), în altele – cinci.
La fiecare nivel de înălțime, tonul poate fi constant (uniform), în limba engleză level tone, numit și „static” (en  static). Tonul mai poate fi și cu variație de înălțime, numit „ton cu contur” (en  contour tone) sau „cinetic” ori „dinamic” (en  kinetic, dynamic).
Variația de înălțime a tonului poate avea mai multe direcții. În privința aceasta se vorbește despre ton ascendent, descendent, ascendent-descendent și descendent-ascendent. În limbi relativ bogate în tonuri, precum chineza cantoneză, tonurile ascendente și descendente se deosebesc și prin nivelul de la care până la nivelul la care urcă, respectiv coboară tonul, existând astfel ton înalt ascendent vs. înalt descendent, înalt descendent vs. grav descendent etc. În plus, variația de înălțime poate fi lentă sau bruscă.
În limbile tonale, cuvântul izolat se caracterizează printr-un anumit tip de ton, dar succesiunea cuvintelor, prin urmare a tonurilor, poate provoca modificări ale tonului față de cel al cuvântului izolat. Astfel, un cuvânt cu ton de bază grav poate primi un ton mai înalt dacă îl urmează un cuvânt cu ton înalt.

## Tonurile în câteva limbi

### În limbi tonale
Limbi tonale se găsesc mai ales în Asia de Sud-Est: limbile bunu sau punu, chineza (mai ales cea cantoneză) sau vietnameza. Multe limbi africane, de exemplu cea a etniei khoikhoi, sunt de asemenea tonale. Sistemul tonurilor nu este însă la fel de complex în toate limbile tonale.
În limbile bunu sau punu din familia limbilor miao-yao, numite și hmong-mien, vorbite în sudul Chinei, nordul Vietnamului, nordul Laosului, sunt opt tonuri. Nivelurile de înălțime a lor sunt notate cu cifre de la 1 (cel mai grav) la 5 (cel mai înalt). Tonurile cu înălțime constantă la un anumit nivel sunt notate cu o succesiune de două cifre identice, iar cele date de o variație de niveluri – cu o succesiune de cifre diferite. Un exemplu de serie minimală în aceste limbi este: cu33 „împreună” ↔ cu22 „ultimul” ↔ cu12 „pod” (peste apă) ↔ cu43 „vin, alcool” ↔ cu42 „ordine” ↔ cu31 „cârlig” ↔ cu21 „tocmai” ↔ cu231 „secetă”.
Limba chineză din nordul Chinei, numită și mandarină, are patru tonuri. Bunăoară, secvența de sunete ma există cu toate acestea, cuvintele corespunzătoare lor alcătuind următoarea serie minimală:
| · Tonurile din limba mandarină. |

Tipurile de tonuri se denumesc pe scurt cu cifrele de la 1 la 4:
- tonul 1 – înalt constant: mā „mamă”;
- tonul 2 – ascendent: má „cânepă”;
- tonul 3 – descendent-ascendent: mǎ „cal”;
- tonul 4 – brusc descendent: mà „a certa”.

Secvența ma există și fără ton, având un al cincilea sens, la sfârșit de propoziție sau frază, fiind o particulă interogativă.

Reprezentarea grafică a tonurilor din limba mandarină. Cifrele de pe verticală reprezintă nivelurile de înălțime.

Modificarea tonului 3, dacă este urmat de tonul 1, 2 sau 4.

### În alte limbi
Sunt și limbi care nu sunt tonale, dar în care tonul funcționează în mod limitat pentru a deosebi sensuri.

#### În limba japoneză
Limba japoneză distinge două tonuri relative, unul normal și unul mai înalt. De exemplu, cuvântul hana „nas” are ton normal pe ambele silabe, hána „început” – ton mai înalt pe prima silabă decât pe a doua, și haná „floare” – ton mai înalt pe a doua silabă decât pe prima.

#### În limbile suedeză și norvegiană
În suedeză și în norvegiană sunt posibile perechi minimale determinate de ton dacă cuvintele au cel puțin două silabe. În suedeză sunt perechi minimale determinate de opoziția „ton mai înalt pe prima silabă decât pe a doua ↔ ton mai înalt pe a doua silabă decât pe prima”, ca de pildă:
búren „cușca, colivia” ↔ burén „dus, purtat”;
tánken „tancul” ↔ tankén „gândirea”;
kómma „virgulă” ↔ kommá „a veni”.

#### În limbile din diasistemul slav de centru-sud
În limbile din diasistemul slav de centru-sud, accentul este în același timp de intensitate și muzical, adică nucleul de silabă se pronunță mai puternic și pe un anumit ton, intervenind și durata nucleului. Prin urmare se deosebesc patru tipuri de accent:
- lung descendent: zlȃto „aur”;
- lung ascendent: rúka „mână”;
- scurt descendent: kȕća „casă”;
- scurt ascendent: žèna „femeie”.

Exemple de perechi minimale bazate pe tipuri de accent sunt: grȁd „grindină” ↔ grȃd „oraș”, lȕk „ceapă” ↔ lȗk „arc”, kȕpiti „a aduna” ↔ kúpiti „a cumpăra”, tȅk „abia” (referitor la timp) ↔ tȇk „poftă de mâncare”.
Tipurile de accent pot deosebi și numai sensuri gramaticale: sèla „satului” (genitiv singular) ↔ sȅla „sate” (nominativ plural), jȅdra „pânzei” (de ambarcațiune) (genitiv singular) ↔ jèdra „pânze” (nominativ plural). Mai pot diferenția și sensuri lexicale și gramaticale în același timp: róda „barză” (nominativ singular) ↔ rȍda „genului” (genitiv singular), lȗka „cepei” (genitiv singular) ↔ lúka „port” (pentru vapoare) (nominativ singular).